# Brusno (Połczyn-Zdrój)

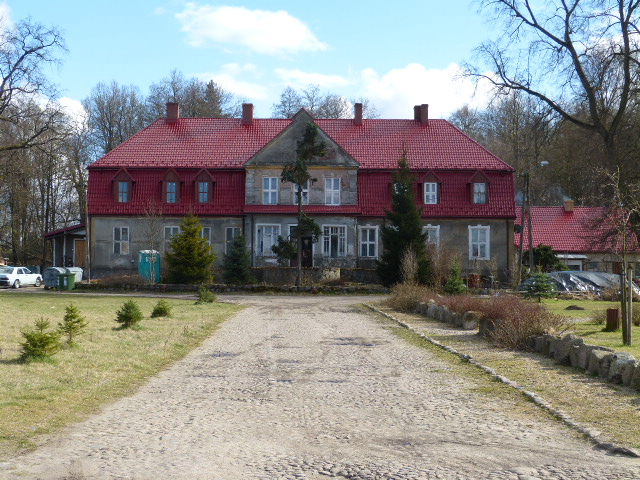
Ehemaliges Gutshaus Brutzen

Brusno ['brusnɔ] (deutsch Brutzen) ist ein Dorf in der polnischen Woiwodschaft Westpommern, das zur Landgemeinde Połczyn-Zdrój (Bad Polzin) im Powiat Świdwiński gehört.

## Geographische Lage
Brusno liegt etwa sechs Kilometer südöstlich von Połczyn-Zdrój in 125 Metern Höhe über NN in der früher so genannten „Pommerschen Schweiz“. Im Nordosten des heutigen Landschaftsschutzparks „Drawski Park Krajobrazowy“ gelegen wird die östliche Gemeindegrenze durch die Dębnica (Damitz) gebildet, die zugleich Grenze zwischen dem Powiat Świdwiński und dem Powiat Szczecinecki ist. Brusno ist durch eine Nebenstraße mit Połczyn-Zdrój und Czaplinek (Tempelburg) verbunden.

## Geschichte
Brutzen war ehemals ein Allodial-Rittergut und Bauerndorf, zu dem das Rittergut Hagenhorst (bis 1862 Glashütte, heute polnisch Kocury) gehörte. Von 1772 bis 1816 gehörte Brutzen zu Westpreußen und kam dann mit Groß Poplow (Popielewo) zum Herzogtum Pommern. Jahrhundertelang war Brutzen im Besitz derer von Manteuffel, bevor es dann bis 1945 stetig wechselnde Eigentümer hatte. 1862 gelangte es in den Besitz der Familie von Hagen. Die weitläufige, 2198 Hektar große Feldmark bot mit ihren Wiesen und Weiden gute Voraussetzungen für eine intensive Milchwirtschaft. Der Schampsee und der Karzinsee ließen eine lohnende Fischerei zu. Im Jahre 1925 lebten in der Gemeinde 780 Einwohner, 1939 waren es noch 655. Bis 1945 gehörte das Dorf zum Amts- und Standesamtsbezirk Poplow im Amtsgerichtsbereich Bad Polzin. Letzter deutscher Bürgermeister war Robert Wach, letzter Amtsvorsteher Willi Wach und letzter Standesbeamte Wilhelm Scheffler. Das Rittergut Brutzen (653 Hektar) gehörte zuletzt Hans Hübner, während Erwin Hoesen letzter Besitzer des das Ritterguts Hagenhorst war.
Am 4. März 1945 drang die Rote Armee in Brutzen und Hagenhorst ein. Die Orte wurden polnisch, und die angestammte Bevölkerung wurde vertrieben. Heute ist Brusno ein Ortsteil der Gmina Połczyn-Zdrój.

## Kirche
Brutzen hatte keine eigene Kirche. Kirchdorf war (Groß-)Poplow (Popielewo), zu dessen Kirchspiel Groß- und Klein Poplow (Popielewko), Brutzen mit Hagenhorst (Kocury) und auch Kollatz (Kołacz) mit Neu Kollatz (Kołaczek) und Nemrin (Niemierzyno) gehörten. Damit war Brutzen dem Kirchenkreis Belgard in der Kirchenprovinz Pommern in der evangelischen Kirche der Altpreußischen Union zugeordnet. Heute liegt Brusno in der Parochie Koszalin (Köslin) der polnischen evangelischen Kirche Augsburgischer (lutherischer) Konfession.

## Schule
1928 unterrichteten in den zwei Klassen der Volksschule die Lehrer Wilhelm Zanders und Herbert Kümmel 40 Jungen und 31 Mädchen. Die Schule wird auch in heutiger Zeit genutzt.